# Holland Fen with Brothertoft
Holland Fen with Brothertoft är en civil parish i Storbritannien.   Den ligger i grevskapet Lincolnshire och riksdelen England, i den sydöstra delen av landet, 170 km norr om huvudstaden London. Antalet invånare är 652. Holland Fen with Brothertoft gränsar till New York.